# سبريات
سُبَريَّات (الاسم العلمي: Glareolidae)، فصيلة طيور من رتبة الزقزاقيات وتنتمي إلى رتيبة الخواضات (طوال الساق).
تحتوي الفصيلة على 15 نوعًا ضمن 5 أجناس.